# Купка, Карел (композитор)
Карел Купка (чеш. Karel Kupka; 19 июня 1927, Рихвальд — 26 октября 1985, Острава) — чешский композитор и дирижёр.
Учился в Остравском училище музыки и пения, затем в Пражской консерватории у Павела Дедечека (дирижирование), Эмиля Микелки (фортепиано) и Метода Долежила (теория музыки), частным образом изучал также композицию под руководством Милослава Кабелача. C 1946 г. одновременно экстерном занимался композицией в Академии музыки имени Яначека в Брно у Ярослава Квапила и Вилема Петржелки. В 1948—1949 гг. директор музыкальной школы в Карвине, затем проходил армейскую службу в военном оркестре. В 1951—1954 гг. директор музыкальной школы в Петршвальде. После этого до конца жизни работал в Остравской опере как корепетитор и дирижёр.
В области музыкального театра много работал с античным материалом: автор опер «Мошенник» (чеш. Taškář; 1955, по комедии Плавта «Псевдол»), «Лисистрата» (1957, по Аристофану), «Смерть Сократа» (чеш. Sokratova smrt; 1961), «Одиссей» (1984), балетов «Кассандра» (1962) и «Прометей» (1980), а также своего самого известного произведения — оркестровой сюиты «Пикассиада» (1958) по мотивам рисунков Пабло Пикассо к «Метаморфозам» Овидия (это сочинение стало в 1965 году первой записью, осуществлённой Филармоническим оркестром имени Яначека). Среди других сочинений Купки — балет «Идиот» (1962, по одноимённому роману Достоевского), два фортепианных концерта (1959, 1961), другие симфонические, камерные и вокальные работы.